# 1290년대
1290년대는 1290년부터 1299년까지를 가리킨다.